# Fabrice de Nola

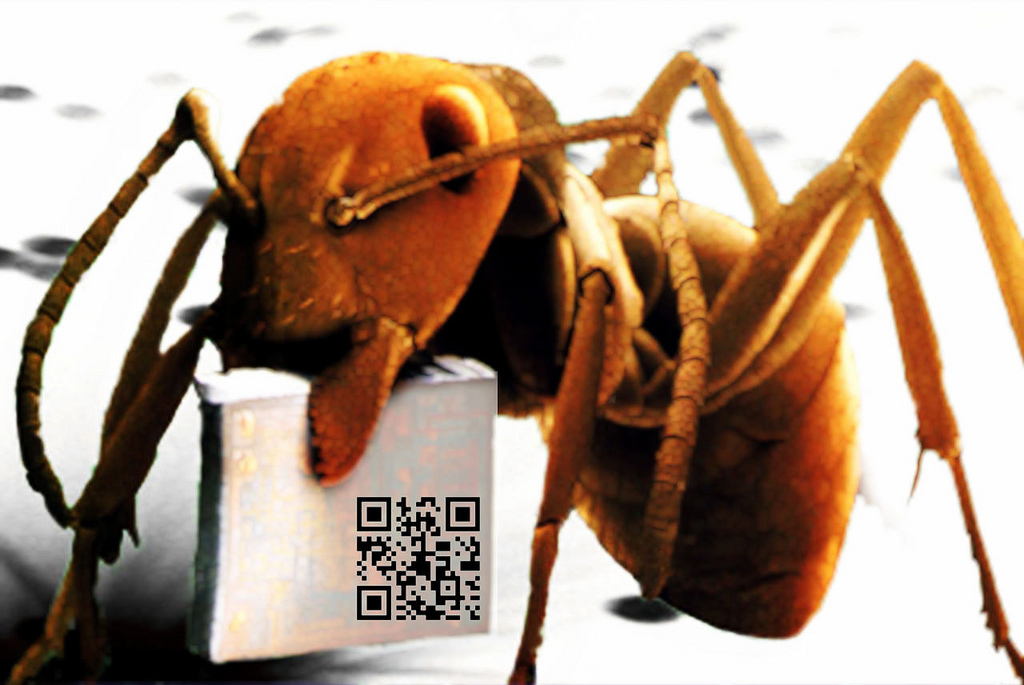
Bottom up, olej na plátně, 2006

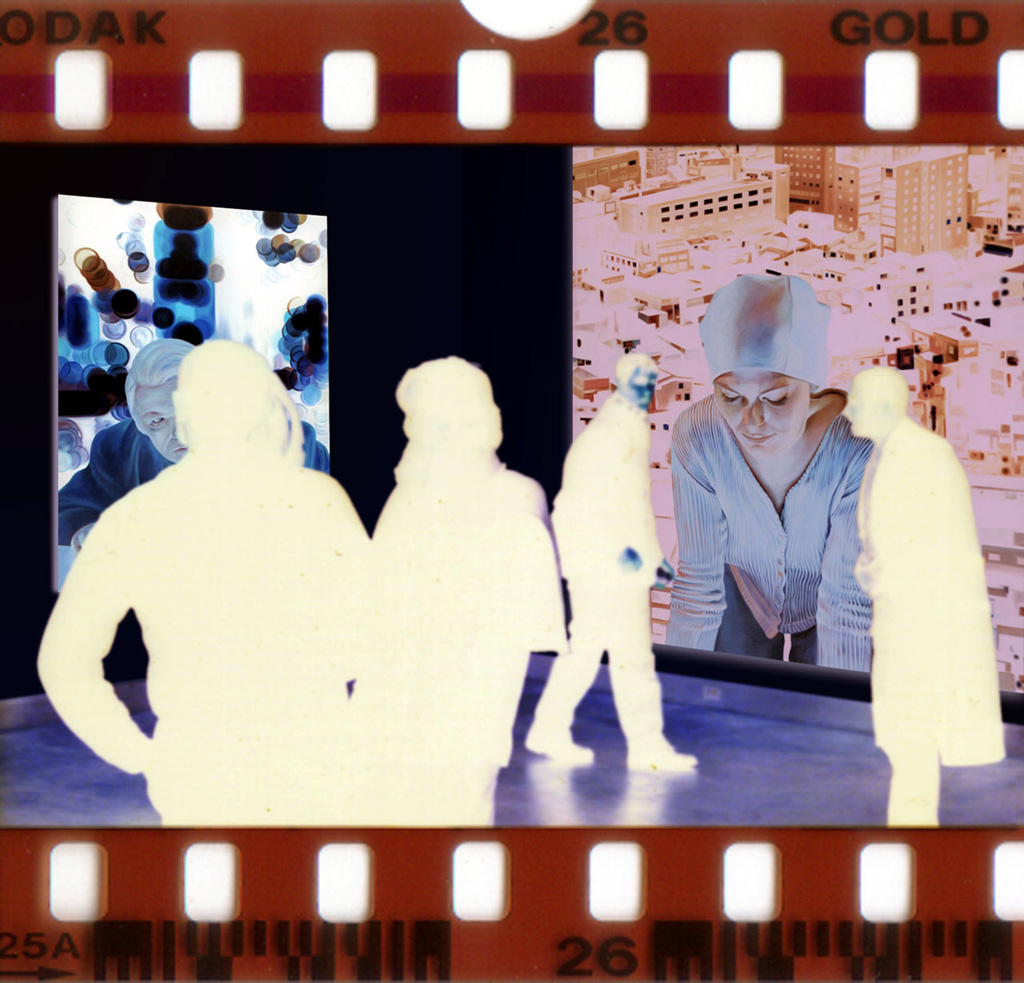
Inverse, pohled na instalaci, New York, 1997, 35 mm negativní film

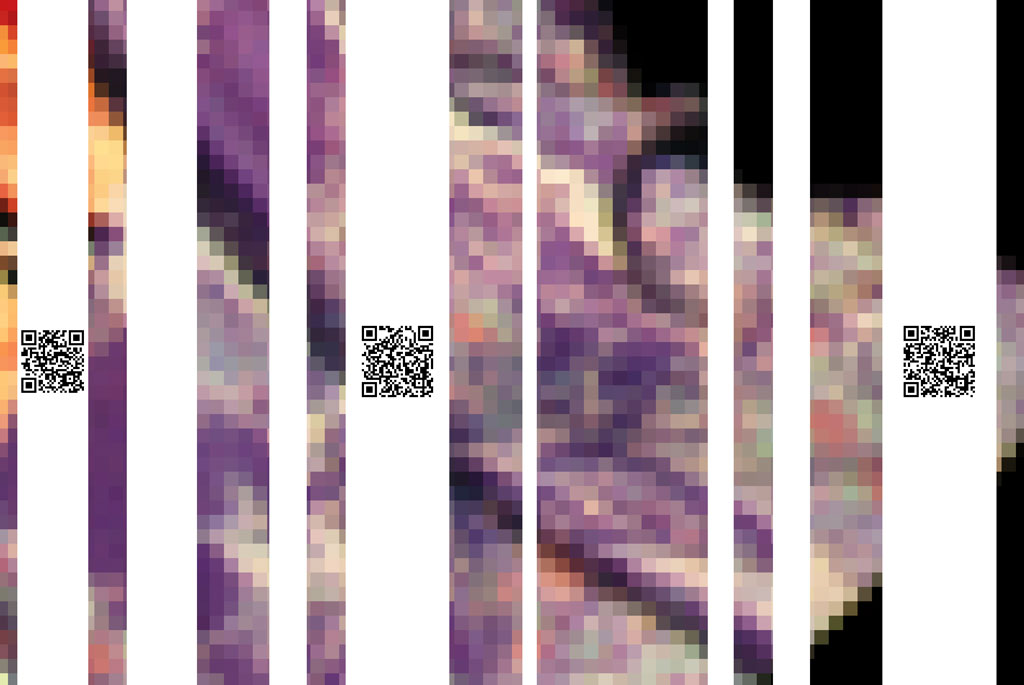
Still (Mirror Edit), detailní pohled na QR kódy

Fabrice de Nola (* 1964 Messina Sicílie) je italsko-belgický umělec věnující se malbě a fotografii. Ve svých malbách používá QR kódy. V roce 2006 vytvořil první olejomalbu, která obsahovala texty a odkazy pro internetové připojení mobilních telefonů.

## Životopis
Je synem italské matky a belgického otce. Fabrice de Nola žil v Messině až do roku 1981, navštěvoval uměleckou školu v Palermu, ale po jednom roce odešel, aby se mohl věnovat fotografii. Osmdesátá léta strávil v Miláně a poté se odstěhoval do Mechelenu, rodného města svého otce.
V polovině osmdesátých let pracoval jako malíř dekorací v Ženevě, Káhiře a Římě. V tomto raném období používal fotokopírky a fotografii jako techniky podporující jeho malby. V polovině devadesátých let začal využívat počítač jako nezbytný nástroj pro přípravu a pre-produkci svých obrazů.
V roce 1996 vystavoval v Galerii Il Ponte Contemporanea v Římě, kde zůstal až do roku 2000.
V roce 1997 jej pozval Fabio Sargentini na výstavu Giro d’Italia dell’Arte v Palermu, kterou sestavila Demetria Paparoni, jako přehlídku mladých italských umělců v Galerii l’Attico.
 Ve stejném roce se zúčastnil akce Roma, 4 young painters (Řím, 4 mladí malíři), na které se předvedla díla čtyř římských malířů a jejímž kurátorem byl Fabio Sargentini newyorské Galerie Generous Miracles.
V roce 1999 na 48. Benátském bienále vystavoval v Authoritratti italiani na Fondazione Bevilacqua La Masa. Vytvořil svůj autoportrét pomocí fotografií, CT a rentgenových paprsků: na jedné polovině je jeho tvář malovaná, zatímco na druhé polovině je vidět lebka, svaly, oko a mozek.
V roce 2000 se zúčastnil dvou skupinových výstav v Římě:Lungo il muro del Gasometro v galerii Teatro India a Giganti ve Fori Imperiali. V témže roce také vystavoval na PAC Sui generis v Miláně.

V roce 2008 se zúčastnil VII. Mezinárodního festivalu fotografie v Římě sexpozicí Skip Life (Přeskočit život) a byl také pozván na 15. římské Quadriennale, kde představil reklamní zařízení pro falešnou firmu Neural Pro Company.

## Projekty a díla
- V roce 1997, inspirován dílem Andreje Rubleva, namaloval negativní obraz, který se vyfotografovaný na negativu jevil jako pozitivní. Následující rok vystavil část svého projektu pod názvem Inverse[9] v Galerii Il Ponte Contemporanea v Římě. Díla jsou prezentována jako diptych - skládají se z negativní olejomalby a její pozitivní fotografické reprodukce. V roce 2007 Contemporary Art Lab Museum (MLAC)[10] v Sapienza University of Rome předvedla jeho první velký obraz z cyklu Inverse.[9]
- 1999 ekologický projekt Oceano Aria
- Od roku 2003 Neural Pro
- V roce 2006 zahájil Active project, v němž jeho díla mohla komunikovat s mobilními telefony. Projekt[1] v duchu Internet of Things využívá QR kód, který namalovaný olejem na plátně nebo vložený do fotografií obsahuje texty a odkazy pro mobilní web.[11]